# Académie israélienne des sciences et lettres
L'Académie israélienne des sciences et lettres, basée à Jérusalem, fut créée en 1961 par l'État d'Israël afin d'encourager les contacts entre chercheurs en sciences et lettres en Israël, d'entretenir le gouvernement des projets de recherche d'importance nationale, et de promouvoir l'excellence académique. Elle compte 102 membres. 

## Présentation
En sciences, l'Académie finance des projets sur la géologie, la flore et la faune d'Israël, et facilite la participation des scientifiques israéliens aux projets internationaux de recherche, comme la physique des hautes énergies au CERN ou les radiations synchrotron à l'European Synchrotron Radiation Facility. En lettres, l'Académie finance les études sur le Tanakh et le Talmud, l'histoire juive, la philosophie juive, l'art juif et l'hébreu, ainsi que de la littérature hébraïque et de la poésie épique juive et hébraïque.
L'Académie est responsable du fonds de financement des bourses d'enseignement Einstein pour l'encouragement des relations entre la communauté académique israélienne et les scientifiques du monde entier, du Fond pour la science d'Israël (au budget annuel de 53 millions USD) et d'autres fonds de recherche s'appuyant sur l'Adler Fund for Space Research, la Wolf Foundation et le Fulks Fund for Medical Research. L'Académie dirige également le Centre académique d'Israël au Caire, qui aide les chercheurs israéliens pour leurs recherches sur l'Égypte et la culture égyptienne, et vise à améliorer la coopération avec les chercheurs égyptiens.
L'Académie possède un statut d'observateur à la Fondation européenne de la science, et conduit des programmes d'échange avec la Royal Society, la British Academy, l'Académie suédoise et le Conseil national de la Recherche de Singapour.
Le siège de l'Académie est situé à proximité immédiate de la résidence du président d'Israël.

## Membres

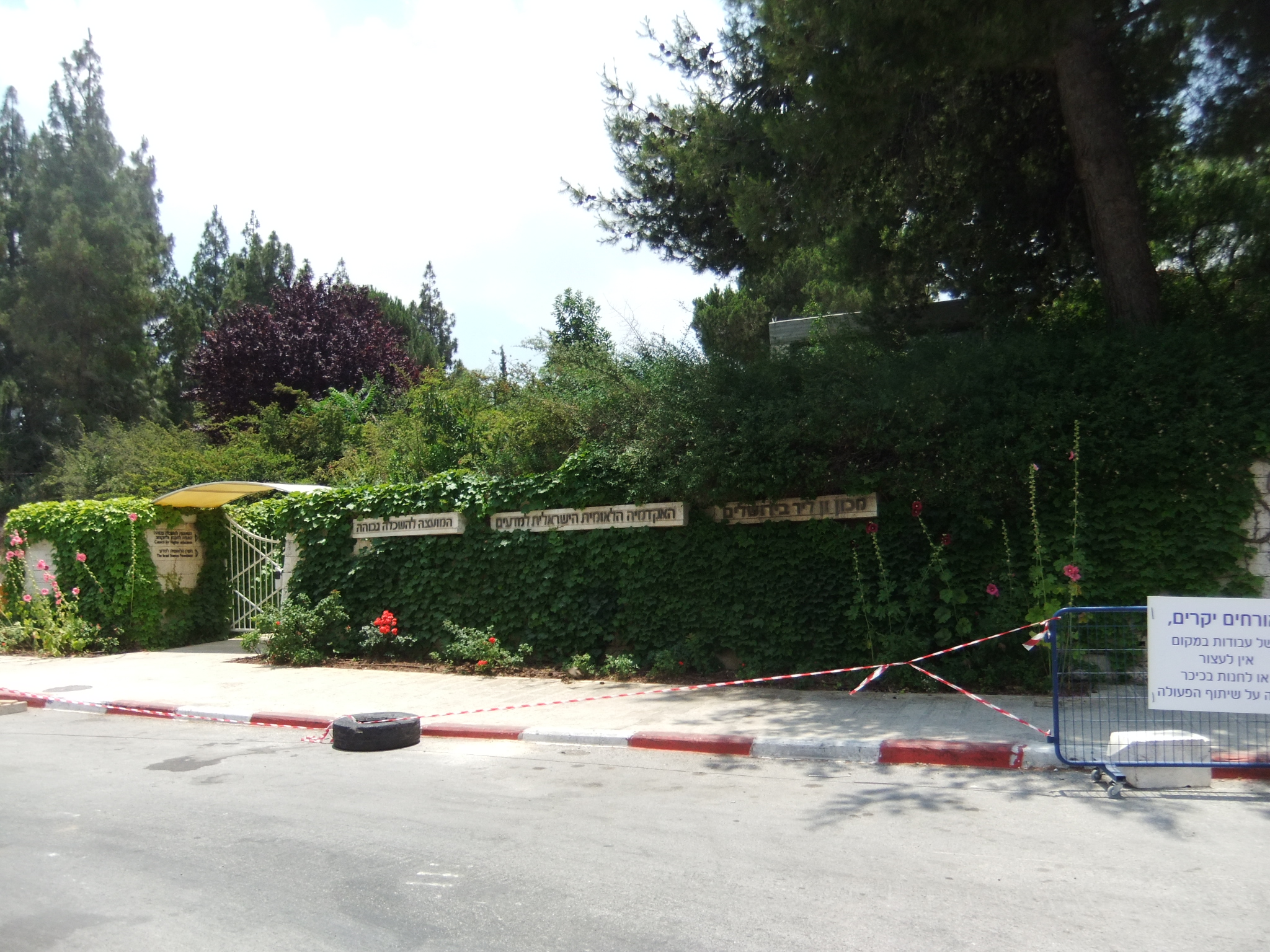

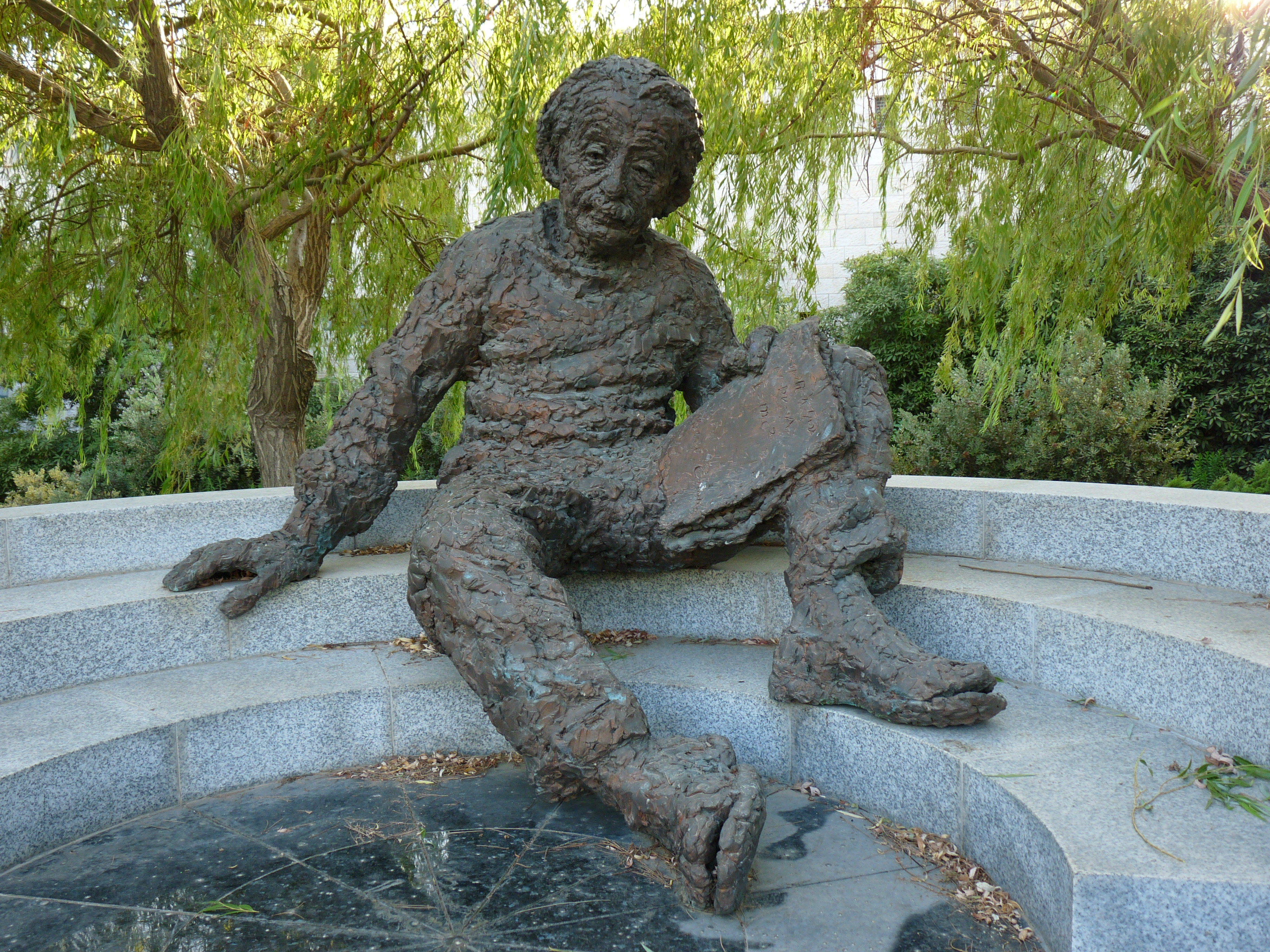
Statue d'Albert Einstein.

## Présidents
| Président             | de - à      |  |
| --------------------- | ----------- |  |
| Martin Buber          | 1960 – 1962 |  |
| Aharon Katzir         | 1962 – 1968 |  |
| Gershom Scholem       | 1968 – 1974 |  |
| Aryeh Dvoretzky       | 1974 – 1980 |  |
| Ephraim Urbach        | 1980 – 1986 |  |
| Joshua Jortner        | 1986 – 1995 |  |
| Jacob Ziv             | 1995 – 2004 |  |
| Menahem E. Yaari (de) | 2004 – 2010 |  |
| Ruth Arnon            | 2010 – 2015 |  |
| Nili Cohen            | 2015 – ?    |  |
| David Harel           | actuel      |  |